# Ялуторовськ
Ялу́торовськ (рос. Ялуторовск) — місто в Росії, центр Ялуторовського району Тюменської області.
Розташований на лівому березі річки Тобол.
Населення — 38,8 тис. чоловік (2021).

## Історія міста
У 1659 році на місці татарського городища Явлу-Тура на лівому березі Тоболу була заснована Ялуторовська слобода з острогом. 19 січня 1782 року Ялуторовськ став повітовим містом Ялуторовського повіту Тобольської губернії, 17 березня 1785 місту був дарований свій герб.
22 липня 1822 року Ялуторовський повіт був перетворений в Ялуторовський округ і увійшов до складу Тобольської губернії. Місто Ялуторовськ стало окружним містом.
У XIX столітті в місті на поселенні перебували декабристи: Басаргін М. В., Єнтальцев А. В., Муравйов-Апостол М. І., Оболенський О. П., Пущин І. І., Черкасов О . І., Якушкін І. Д., Тізенгаузен Василь Карлович та Враніцкій Василь Іванович. Вони зробили великий внесок у розвиток культури Ялуторовська.
У 1911 році в Ялуторовськ по Тоболу стали ходити пароплави, а 8 травня 1912 року до Ялуторовська з Тюмені прийшов перший поїзд.

## Адміністративний поділ
До революції 1917 року був повітовим містом Тобольського намісництва Тобольської губернії. Після встановлення радянської влади — центр Ялуторовського повіту Тюменської губернії. З 3 листопада 1923 року — центр Ялуторовського району. Постановою ВЦВК від 3 і 12 листопада 1923 року у складі Тюменського округу Уральської області утворений Ялуторовський район.

## Клімат
- Клімат в місті помірно-континентальний. Середньорічна температура повітря становить: в 1996 році + 0,6 ° С, в 2000 році + 2,3 ° С, в 2006 році + 1,6 ° С, має тенденцію до підвищення.
- Відносна вологість повітря — 74,4 %.
- Середня швидкість вітру — 3,5 м / с.

## Економіка
Основними галузями економіки Ялуторовська є харчова, швейна, металообробна промисловість, підприємства будіндустрії, переробка деревини, меблеве виробництво. У структурі промислового виробництва основну частку складають переробне виробництво — 95,5 %, виробництво і розподіл електроенергії, газу та води становить 4,5 % від загального обсягу.
У 2000 році Ялуторовськ став переможцем Всеросійського конкурсу «Стратегія розвитку малих міст», в 2003 році — другого Всеросійського конкурсу фінансового розвитку «Золотий рубль» і визнаний найкращим в Уральському федеральному окрузі в категорії «мале місто».

### Харчова галузь
Харчова галузь представлена підприємствами:
- ВАТ "М'ясокомбінат"Ялуторовськ";
- філія «Молочний комбінат Ялуторовськ» ВАТ «Компанія Юнимилк»;
- ТОВ «Юнігрейн»;
- ТОВ «Омега»;
- «Ялуторовський озерний товарний рибгосп» філія Держрибцентра;
- ТОВ «Хліб»;
- ТОВ "Кондитерська фабрика «Кураж».

### Металообробна промисловість
Металообробна промисловість представлена підприємствами:
- ВАТ «Ялуторовський автомобільний завод»;
- ТОВ «Ялуторовськавторемонт»;
- ТОВ «Механічний завод»;
- ТОВ «Ливарний завод».

## Культура
У Ялуторовську знаходиться музейний комплекс — Музей Пам'яті декабристів.

## Відомі люди
- Мамонтов Сава Іванович (1841—1918) — російський підприємець і меценат.